# Shinkansen série E8
Vous pouvez partager vos connaissances en l’améliorant (comment ?) selon les recommandations des projets correspondants.
Les Shinkansen série E8 (新幹線E8系電車, Shinkansen E8-kei densha) sont rames automotrices électriques à grande vitesse de la JR East exploitées depuis la 16 mars 2024 sur les lignes Shinkansen Tōhoku et Yamagata au Japon.

## Caractéristiques générales
Les Shinkansen E8 ont un gabarit réduit par rapport aux autres modèles de Shinkansen pour pouvoir circuler sur la ligne mini-shinkansen Yamagata qui utilise des portions de lignes classiques converties à l'écartement standard. Une rame comprend 7 caisses, dont 5 sont motorisées. Elles peuvent être couplées avec les Shinkansen E5.
Le design intérieur et extérieur a été conçu par la société Ken Okuyama Design. La livrée extérieure est violette et blanche avec une bande jaune.

## Services
Les Shinkansen E8 assurent les services Tsubasa entre Tokyo et Shinjō, remplaçant au fur et à mesure les Shinkansen E3.

## Galerie photos

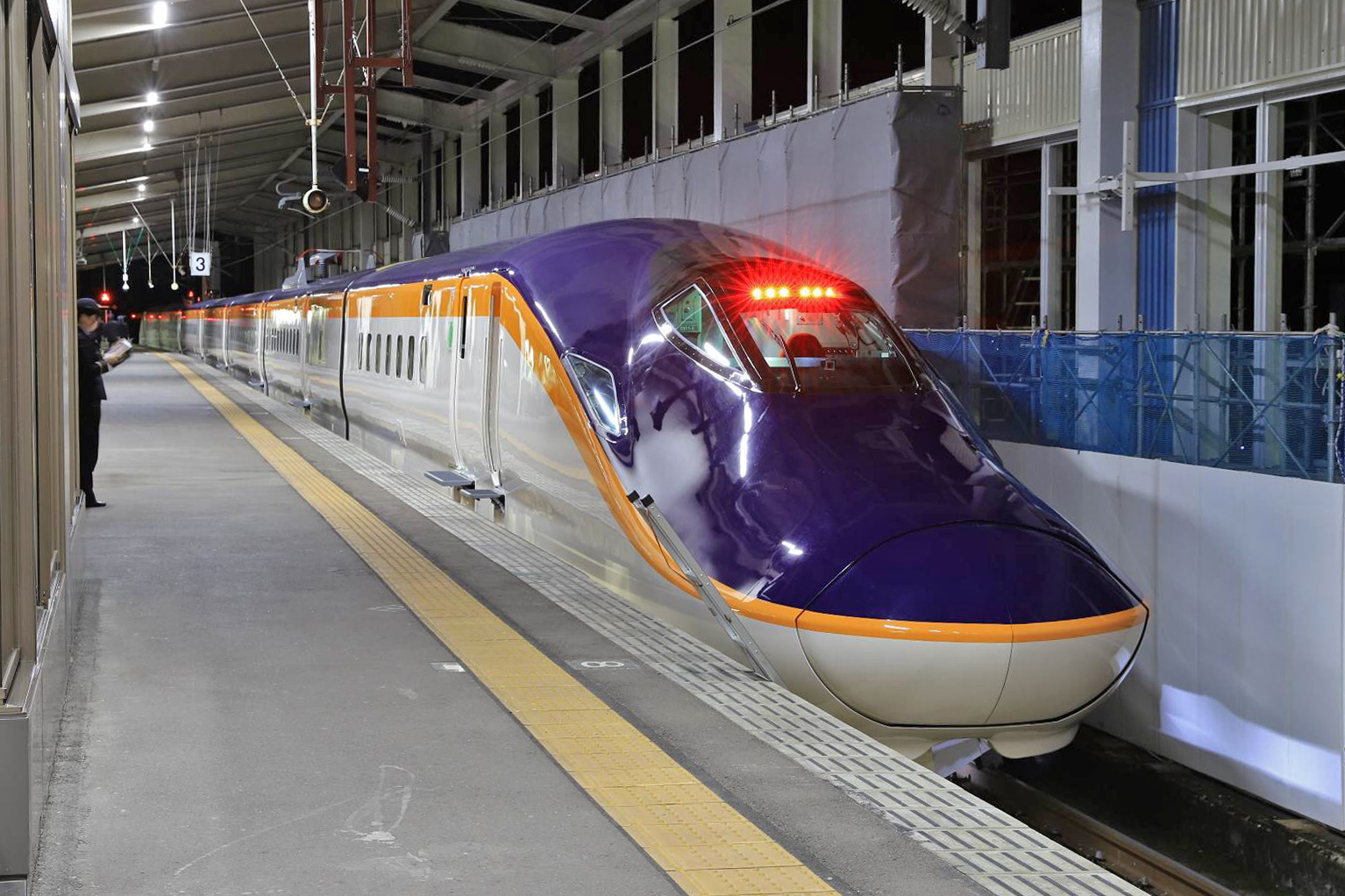
Shinkansen E8 en gare de Shiroishi-Zaō.
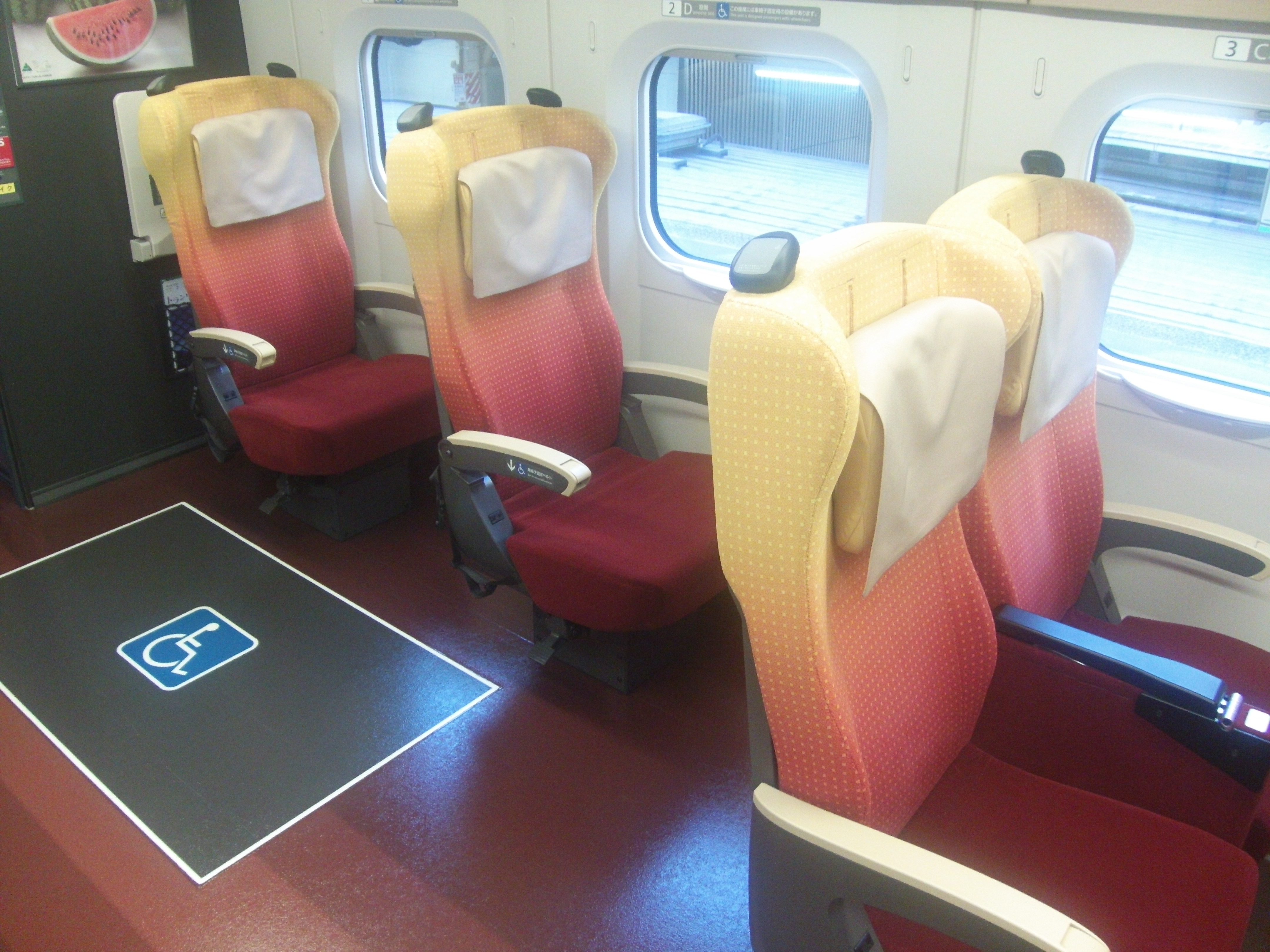
Emplacement réservé pour usager en fauteuil roulant.
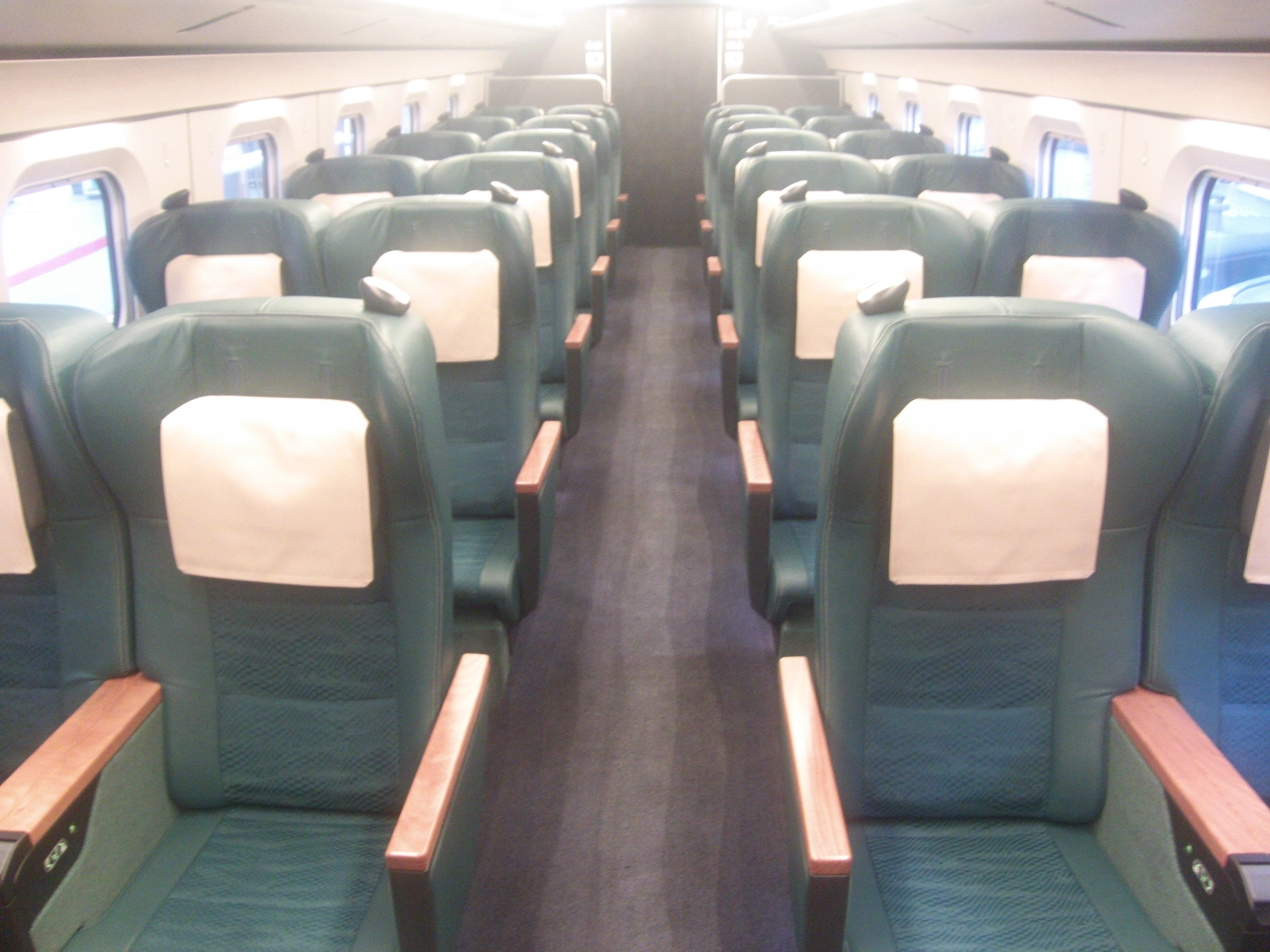
Intérieur de la Green car.